# Problepsis appollinaria
Problepsis appollinaria là một loài bướm đêm trong họ Geometridae.